# Дазлина
Дазлина је насељено мјесто у Далмацији. Припада општини Тисно, у Шибенско-книнској жупанији, Република Хрватска.

## Географија
Дазлина се налази око 10 км сјевероисточно од Тисног.

## Историја
Насеље се до територијалне реорганизације у Хрватској налазило у некадашњој великој општини Шибеник.

## Становништво
Према попису становништва из 2011. године, насеље Дазлина је имала 45 становника.
| Демографија | Демографија | Демографија |
| Година      | Становника  | Становника  |
| ----------- | ----------- | ----------- |
| 1971.       | 138         |             |
| 1981.       | 88          |             |
| 1991.       | 89          |             |
| 2001.       | 62          |             |
| 2011.       |             | 45          |

## Попис1991.
На попису становништва 1991. године, насељено мјесто Дазлина је имало 89 становника, сљедећег националног састава:
| Попис 1991.‍ | Попис 1991.‍ | Попис 1991.‍ | Попис 1991.‍ | Попис 1991.‍ |
| ----------- | ----------- | ----------- | ----------- | ----------- |
|             |             |             |             |             |
| Хрвати      | Хрвати      |             | 87          | 97,76%      |
| Срби        | Срби        |             | 1           | 1,12%       |
| непознато   | непознато   |             | 1           | 1,12%       |
| укупно: 89  |             |             |             |             |